# Mont Valérien

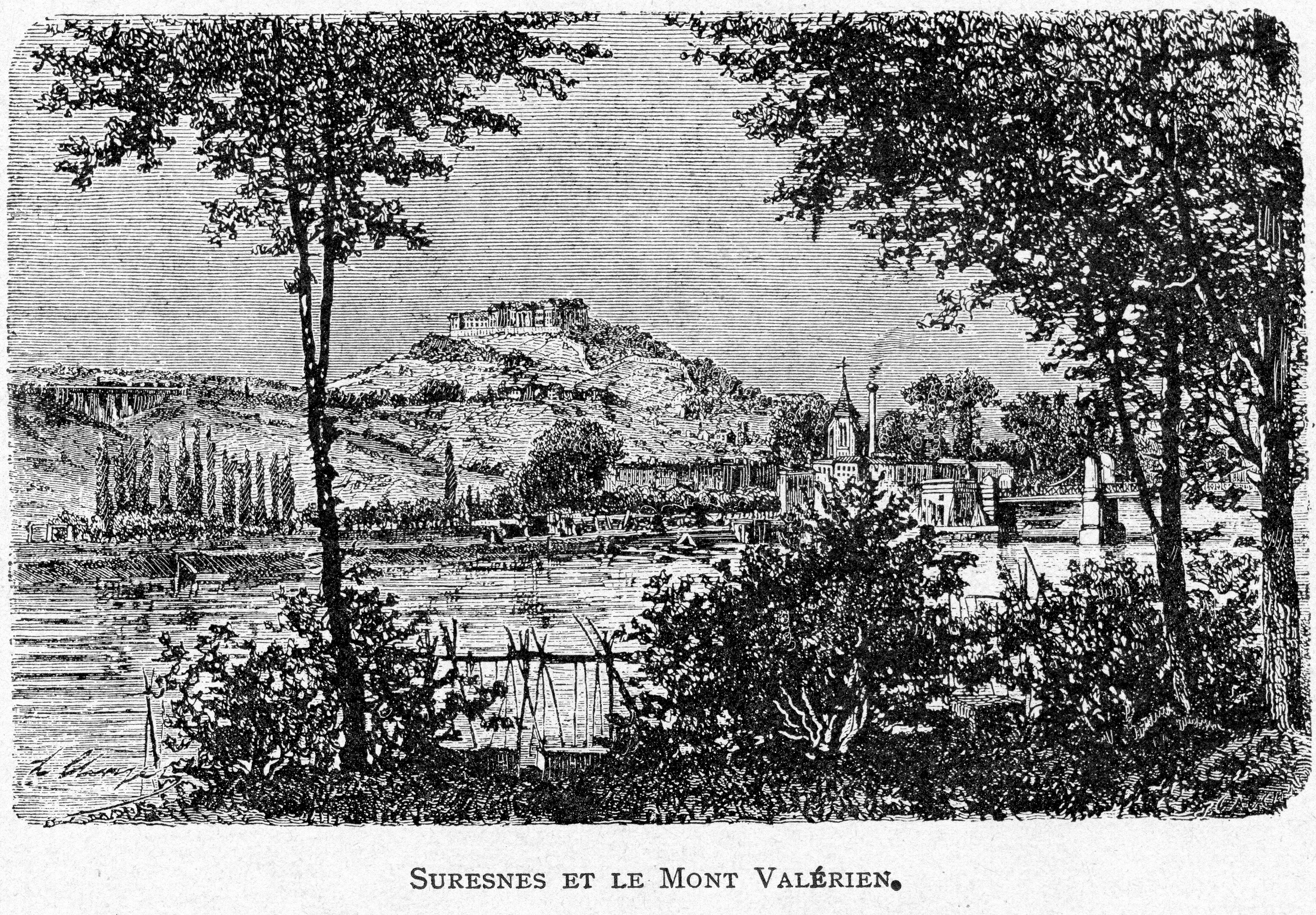
Suresnes en de Mont Valérien

De Mont Valérien is een Franse heuvel van 161 meter hoog in het departement Hauts-de-Seine, in de gemeenten Suresnes (grotendeels), Nanterre en Rueil-Malmaison, ongeveer twee kilometer ten westen van Parijs.
De Mont Valérien was verbonden met de legende van Genoveva van Parijs. Zij groeide op in Nanterre en zou als kind op de heuvel schapen hebben gehoed. Genoveva werd na haar dood als heilige vereerd en de plaatsen die met haar legende verbonden waren, werden populaire bedevaartsplaatsen. In de 15e eeuw vestigde zich een gemeenschap van heremieten op de top. In 1634 kwam er een calvarie bovenop de heuvel. Tussen de 17e en het begin van de 19e eeuw was deze calvarie het voorwerp van pelgrimstochten, terwijl de hellingen werden ingenomen door wijngaarden. Het gebouw werd in 1841 verwoest en vervangen door het fort van Mont-Valérien, ter bescherming van de hoofdstad. Tijdens het Beleg van Parijs (1870-1871) werd er tussen Fransen en Duitsers gevochten om de controle van het fort. Vanuit het fort sloeg het Franse leger in april 1871 de Commune van Parijs neer.
Tijdens de Duitse bezetting, werd het fort gebruikt als geheime executieplaats. 4500 gijzelaars en verzetsstrijders werden er van 1941 tot 1944 geëxecuteerd. Het Monument van strijdend Frankrijk (Mémorial de la France combattante), dat op 18 juni 1960 door generaal de Gaulle werd ingehuldigd, werd tegen de zuidelijke vestingmuur van het fort gebouwd om de strijders, verzetsstrijders en gedeporteerden van de Tweede Wereldoorlog te eren.

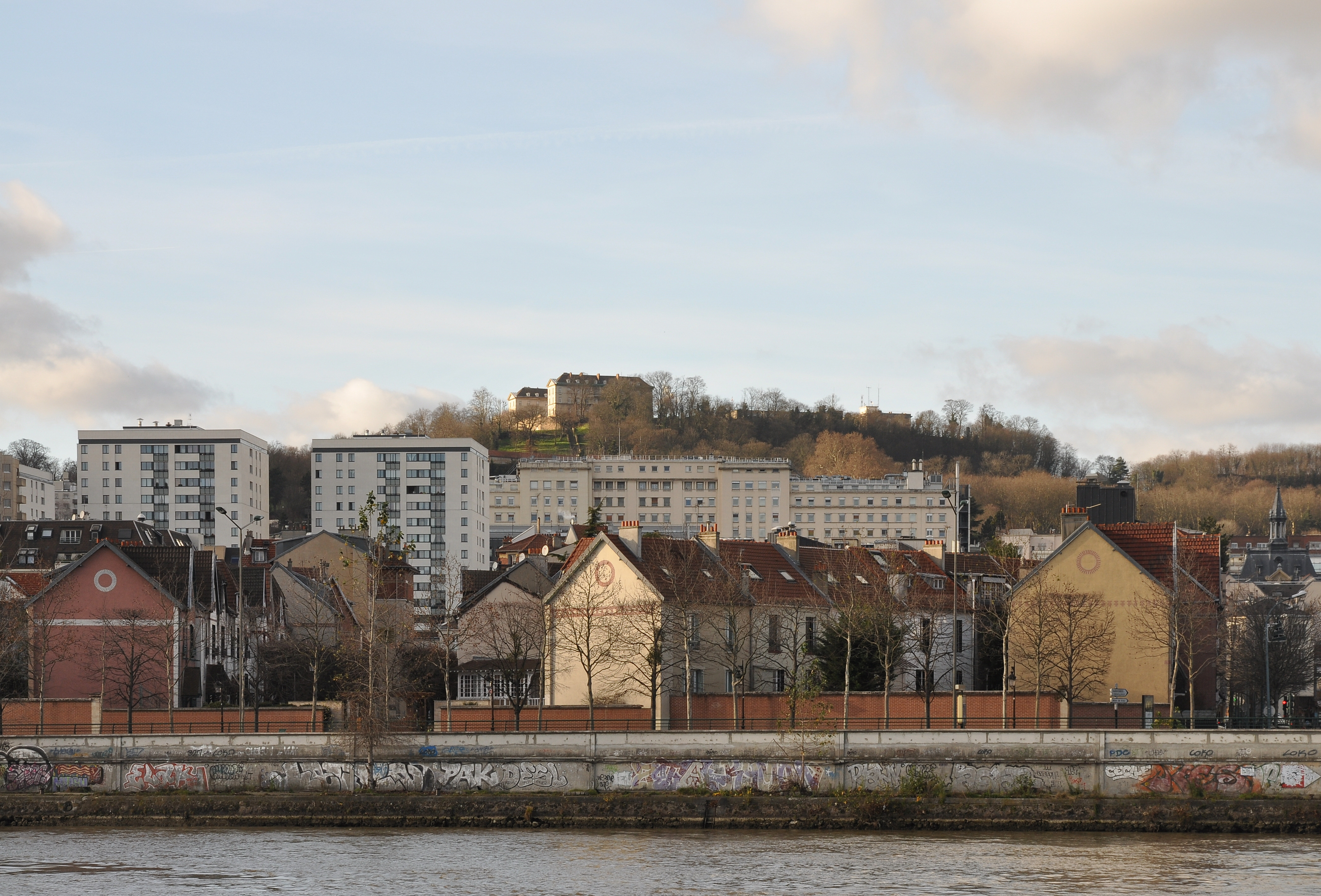
Suresnes en de Mont Valérien
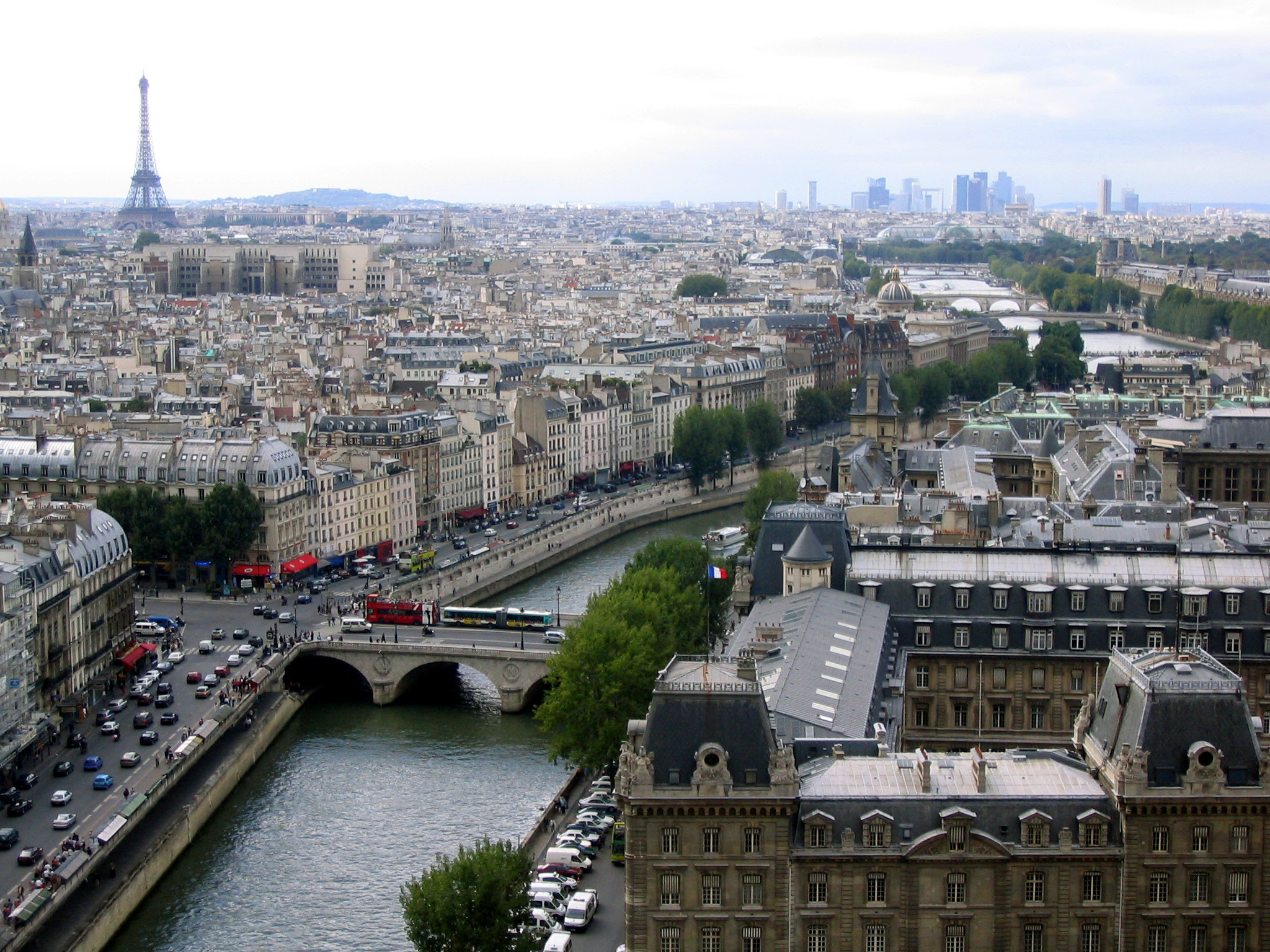
De Mont Valérien gezien vanuit Parijs, rechts van de Eiffeltoren. De zakenwijk La Défense is helemaal rechts.
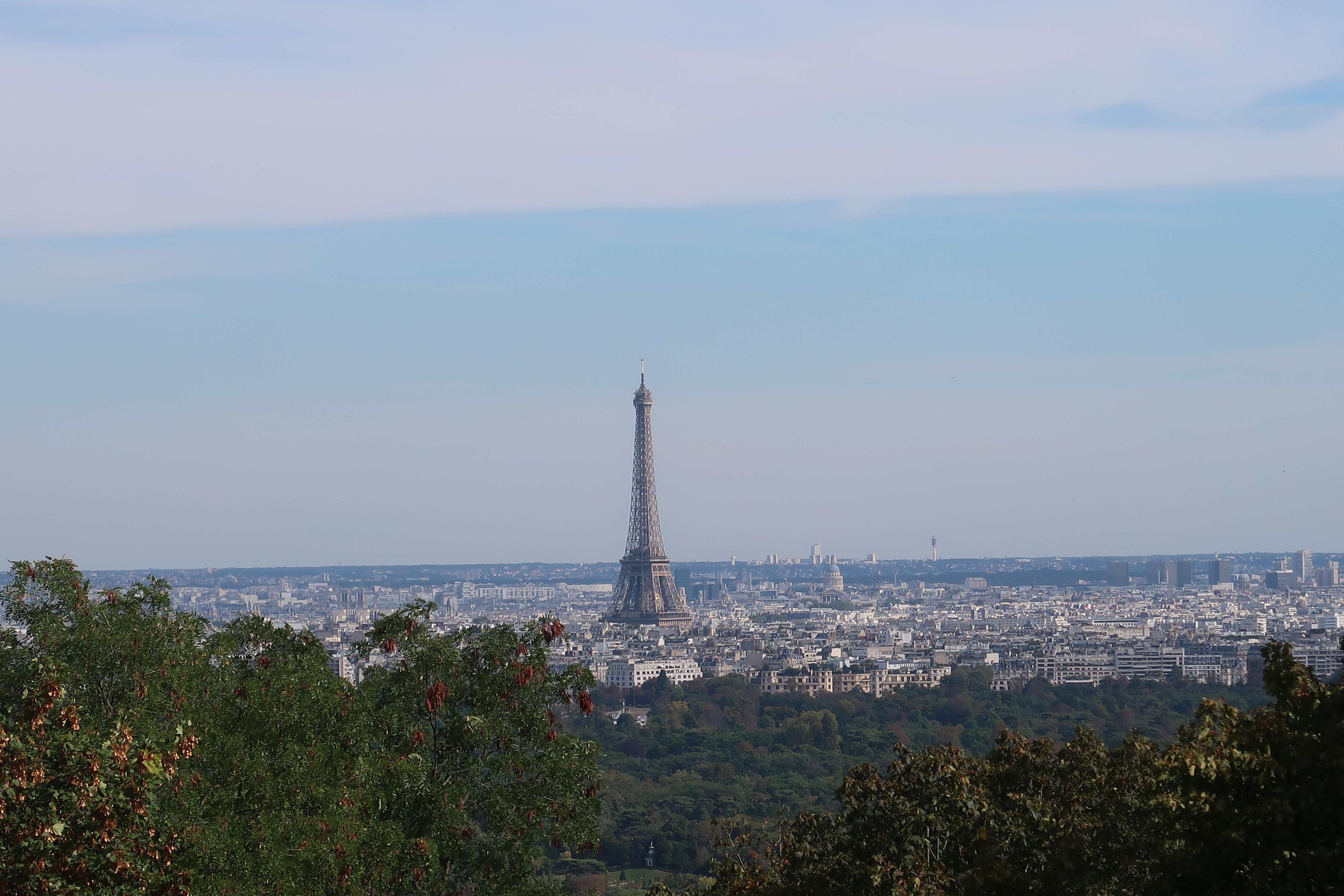
De Eiffeltoren gezien vanaf de Mont Valérien

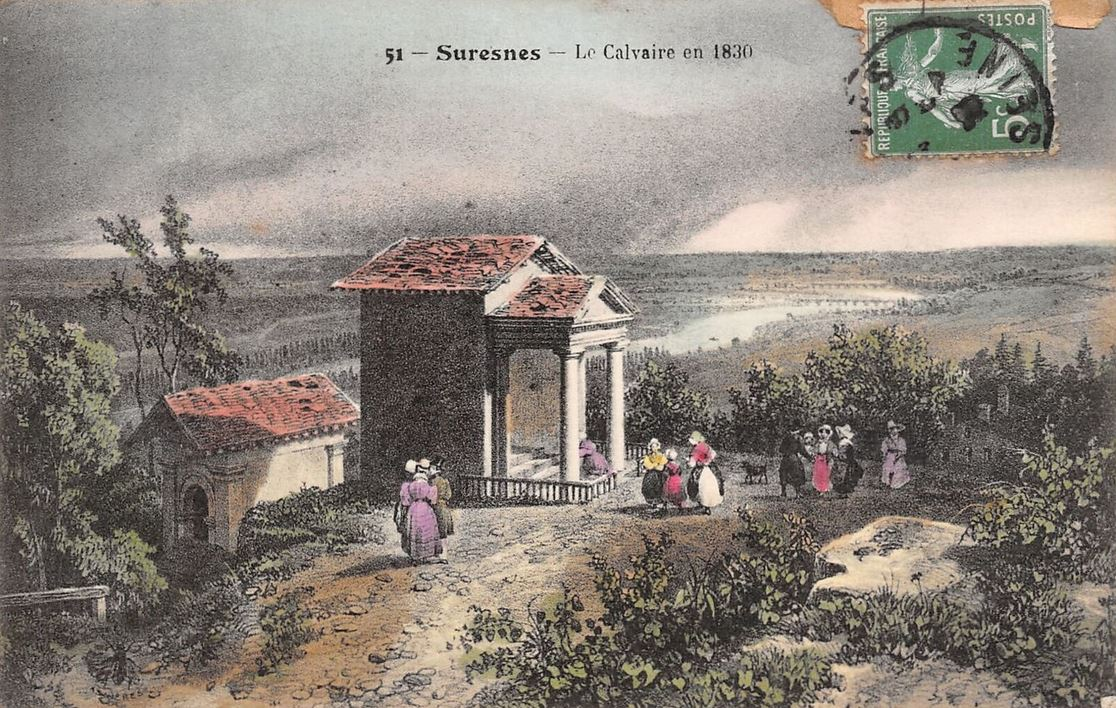
Ansichtkaart uit 1830
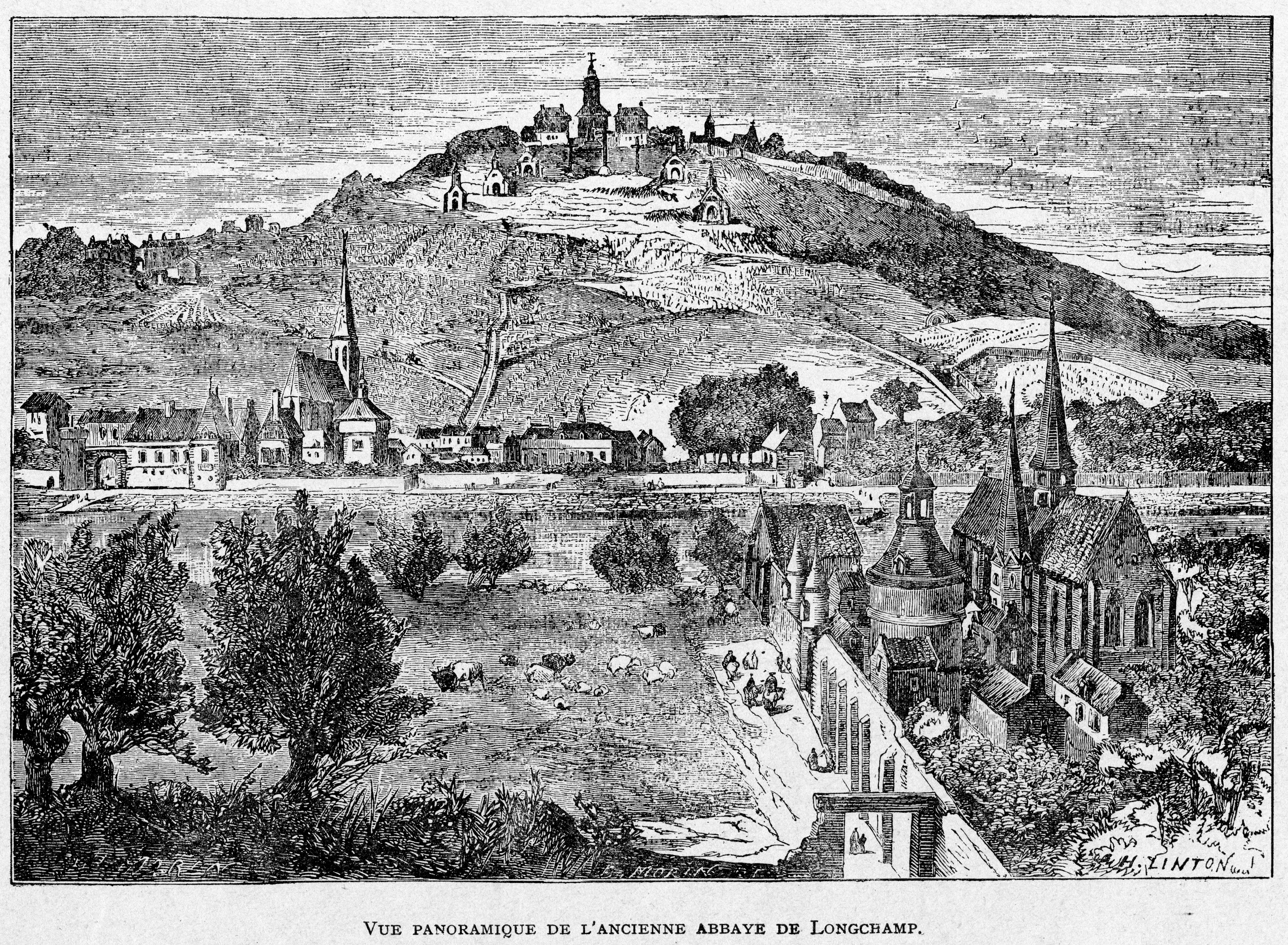
Gravure van Edmond Morin
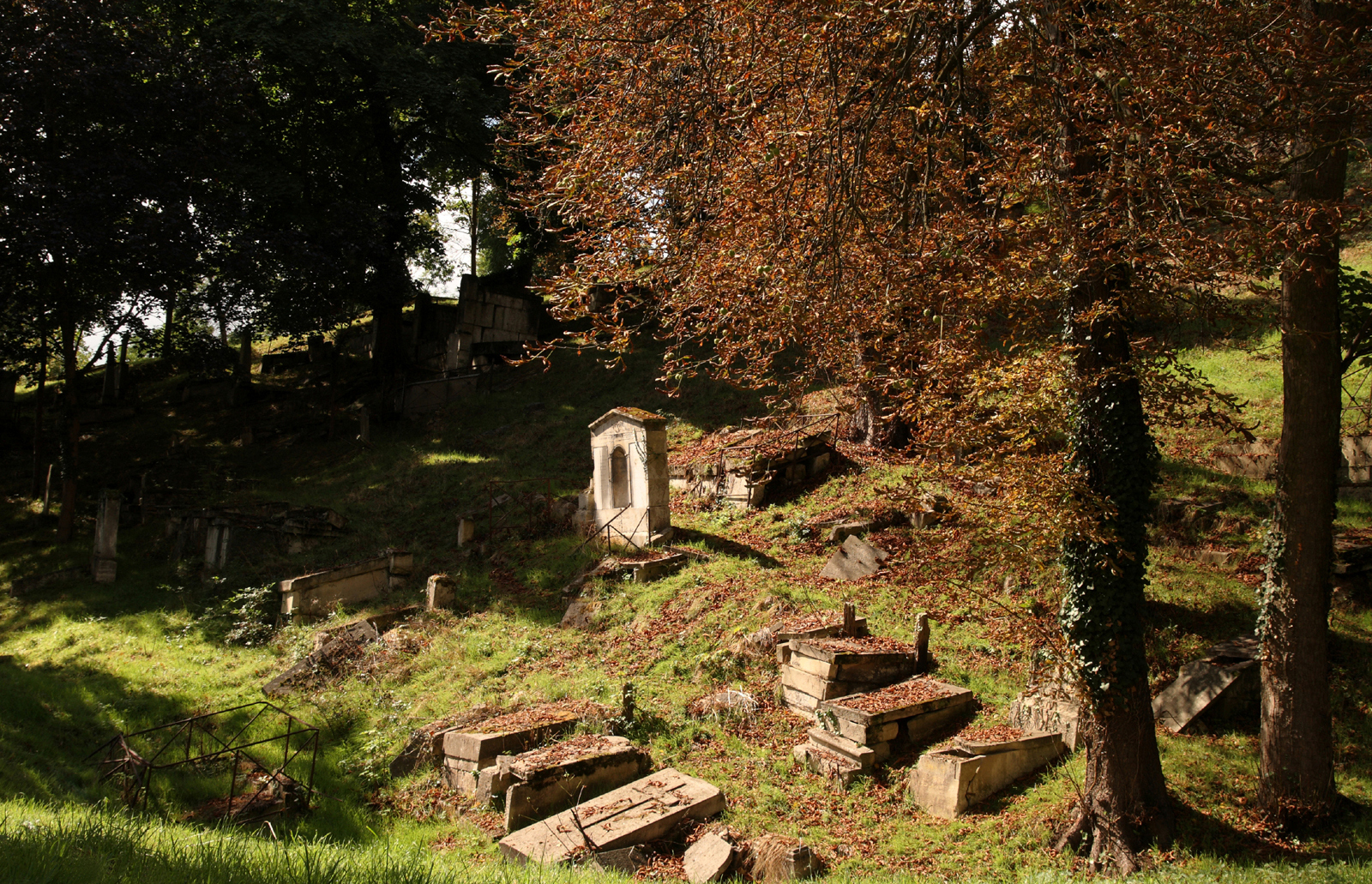
Begraafplaats

- Gemeinsame Normdatei: 4301099-4
- Virtual International Authority File: 240943960